# 布麗吉特·史特登
布麗吉特·葛楚德·史特登（Brigitte Gertrud Steden，1949年3月16日—1999年4月14日，出生名布麗吉特·葛楚德·波特霍夫（Brigitte Gertrud Potthoff），再婚後名布麗吉特·皮卡茲（Brigitte Pickartz），是一名德國已故女子羽球運動員，出生於烏帕塔爾。
布麗吉特·波特霍夫於1969年在瑞士羽球公開賽中代表波鴻體育俱樂部參賽，獲得女子單打及女子雙打冠軍。1971年，她在法國羽球公開賽贏得了所有三個冠軍頭銜，包括與她未來丈夫克勞斯·史特登搭檔的混合雙打。一年後，她以布麗吉特·史特登身份與羅蘭·梅瓦爾德一起贏得了歐洲羽球錦標賽混合雙打銅牌。1975年，兩人在全英羽球公開賽獲得亞軍。
1988年和1997年，她以布麗吉特·皮卡茲的身份代表呂貝克體育俱樂部獲得德國長春錦標賽女子雙打冠軍。
她於1999年4月14日因意外而死亡。